# Corrélation croisée
La corrélation croisée est parfois utilisée en statistique pour désigner la covariance des vecteurs aléatoires X et Y, afin de distinguer ce concept de la « covariance » d'un vecteur aléatoire, laquelle est comprise comme étant la matrice de covariance des coordonnées du vecteur.
En traitement du signal, la corrélation croisée (aussi appelée covariance croisée) est la mesure de la similitude entre deux signaux.
On utilise le terme de covariance croisée entre deux signaux A et B dans le cas de la définition statistique :
{\displaystyle \Gamma _{AB}(\tau )=\mathbb {E} \left(A(t)B(t-\tau )\right),\,}
et le terme de corrélation croisée (ou intercorrélation) dans le cas d'une définition temporelle :
{\displaystyle \Gamma _{AB}(\tau )=A\ast B^{*}(-\tau )=\int A(t)B^{*}(t-\tau )\,dt.}
Les deux concepts sont équivalents si les signaux sont ergodiques à l'ordre deux.
La transformée de Fourier de la corrélation croisée est la densité spectrale d'interaction :
{\displaystyle \gamma _{AB}={\mathcal {F}}[\Gamma _{AB}](\tau )={\mathcal {F}}[A]\cdot {\mathcal {F}}[B^{*}(-)]=a(\nu )\cdot b^{*}(\nu )}.

On remarquera que le produit de convolution équivaut à la corrélation croisée de A(t) et B*(-t).